# Murańska Turnia
Murańska Turnia – wybitna turnia w północno-zachodniej grani Murania (słow. Muráň, 1890 m) w głównej grani Tatr Bielskich. Wznosi się na wysokość ok. 1400 m pomiędzy Zadnią Murańską Przełęczą (ok. 1370 m), za którą wznosi się pionowym uskokiem masyw Murania, a Pośrednią Murańską Przełęczą (ok. 1370 m), oddzielającą ją od Murańskich Kopek (ok. 1390 m). Ma płaski wierzchołek, porośnięty kosodrzewiną i limbami, otoczony ze wszystkich stron pionowymi wapiennymi ścianami o wysokości sięgającej ok. 35 m. Porośnięty lasem stok południowo-zachodni stromo opada na obrzeża Polany pod Muraniem. Las ten całkowicie powaliła wichura w maju 1986 roku. Stok północno-wschodni opada do Doliny Międzyściennej
Pierwszymi zdobywcami Murańskiej Turni byli geodeci w latach 30. XX wieku, po których pozostały na wierzchołku resztki triangułu. Pierwsze opisane przejście: Jacek Bilski, Władysław Cywiński i Zdzisław Kiszela 14 maja 1978 roku.

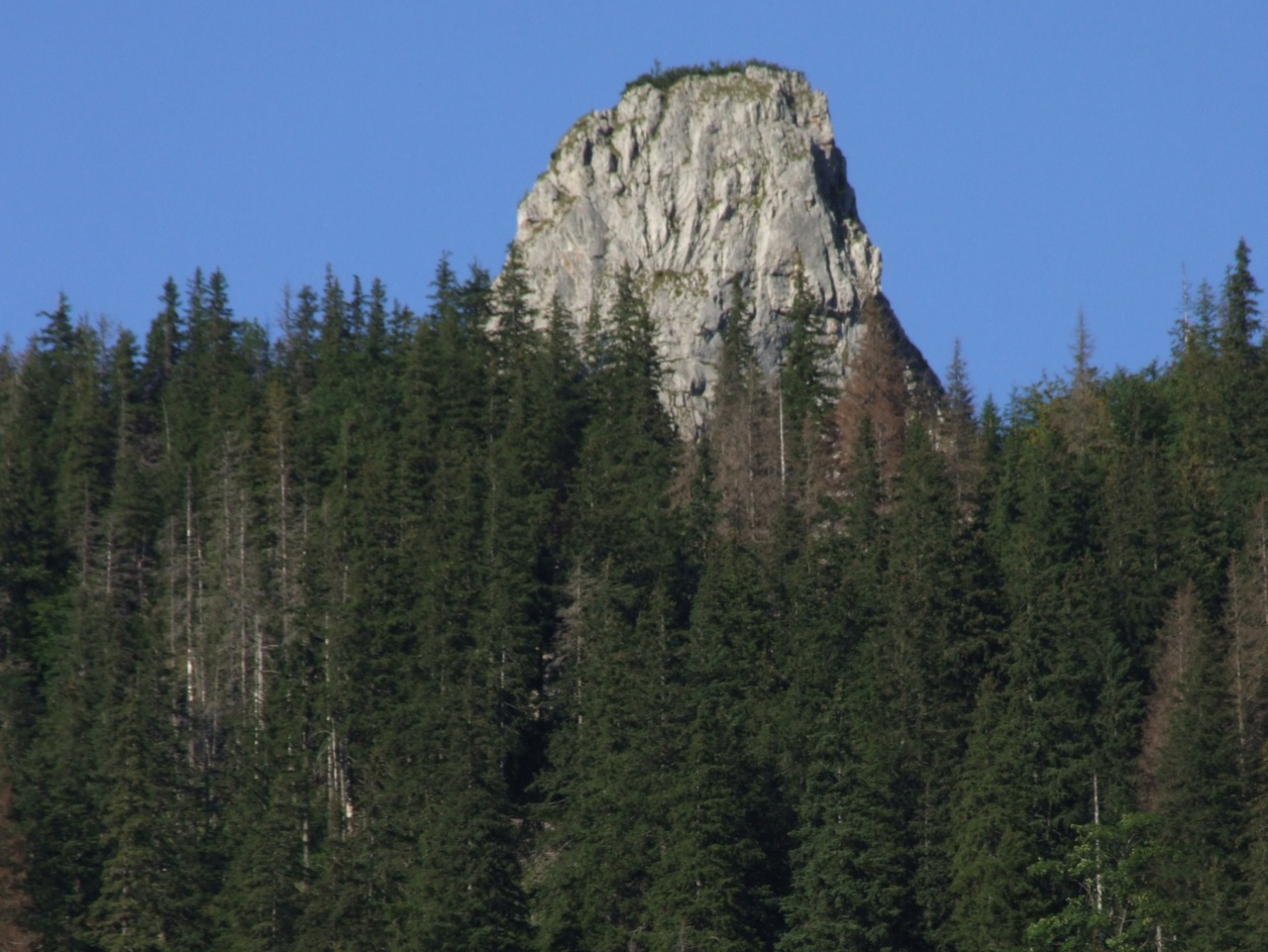
Widok z Doliny Jaworowej